# Yenişehir, Ataşehir
Yenişehir là một xã thuộc huyện Ataşehir, tỉnh Istanbul, Thổ Nhĩ Kỳ.